# John Bowis
John Crocket Bowis (ur. 2 sierpnia 1945 w Brighton) – brytyjski polityk, poseł do Izby Gmin, od 1999 do 2009 deputowany do Parlamentu Europejskiego. Oficer Orderu Imperium Brytyjskiego.

## Życiorys
Absolwent Brasenose College w Oksfordzie, studiował filozofię, ekonomię i nauki polityczne. Od 1982 do 1996 był radnym Royal Borough of Kingston upon Thames. Pracował na etacie w Partii Konserwatywnej, m.in. jako dyrektor w partyjnych związkach zawodowych i organizacji studenckiej. Związany także ze stowarzyszeniem brokerów ubezpieczeniowych.
Od 1987 do 1997 przez dwie kadencje był deputowanym do Izby Gmin z okręgu wyborczego Battersea. Od 1993 pełnił funkcję podsekretarza stanu w brytyjskim rządzie.
W latach 1999–2009 z ramienia Partii Konserwatywnej sprawował mandat posła do Parlamentu Europejskiego. Należał do frakcji chadeckiej, pracował m.in. w Komisji Ochrony Środowiska Naturalnego, Zdrowia Publicznego i Bezpieczeństwa Żywności.
Zaangażowany w działania wspierające środowiska na rzecz praw społeczności LGBT. Pełnił też funkcję przewodniczącego grupy „Gay Conservatives”, działającej przy Partii Konserwatywnej.
Żonaty (żona Caroline), ma troje dzieci.